# Notre Dame du Bon Succès
Notre-Dame du Bon Succès, est la dédicace de la Vierge Marie vénérée à Quito, en Équateur, depuis 1594, à la suite des apparitions à une religieuse conceptionniste du couvent de l'Immaculée Conception de Quito. La Sainte Vierge, sous ce titre, est vénérée dans différents endroits du monde, notamment en Équateur, en Espagne, aux Philippines ou au Portugal. Elle est également la sainte patronne de la ville de Sagonte en Espagne.
La dévotion à Notre-Dame sous ce titre se retrouve principalement en Espagne et dans ses anciennes colonies. Le pape Paul V a fait un usage précoce d'un titre similaire lorsqu'il a confié, en 1607, une image mariale intitulée Virgen del Buen Suceso aux infirmières d'Obregon, image qui a ensuite été copiée dans toute l'Espagne.
Le « Bon Succès », « Bon Événement » ou « Bonne Nouvelle » fait référence à la Présentation de Jésus au Temple. Dans le contexte des apparitions mariales en Équateur, le « Bon Événement » peut également faire référence à la restauration spirituelle prophétisée de l'Église catholique qui aura lieu quelque temps après le XXe siècle.

## Les apparitions

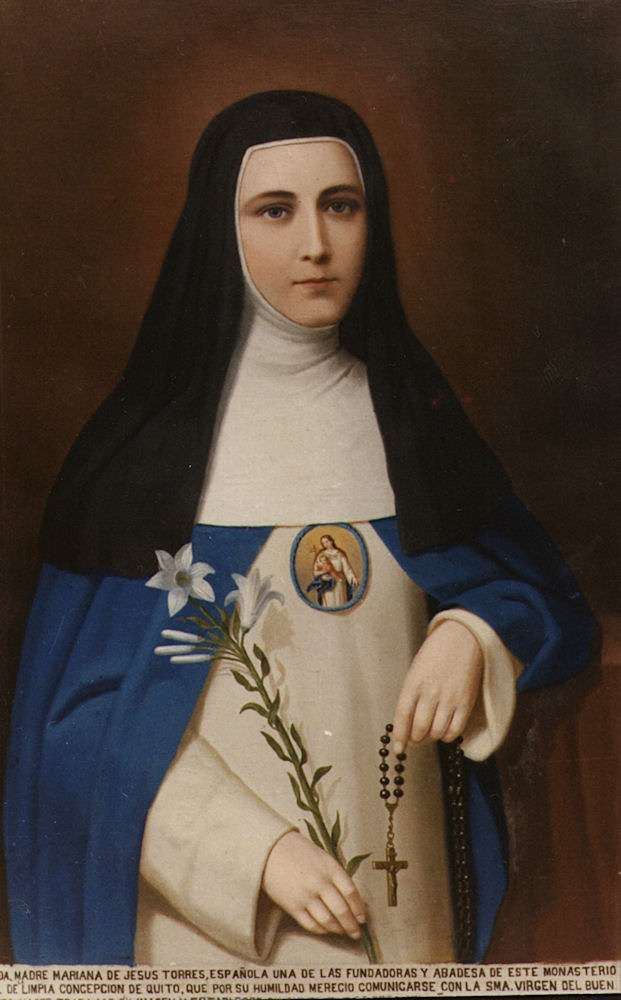
Mariana Francisca de Jesùs de Torres, voyante de Nuestra Señora del Buen Suceso vénérée à Quito

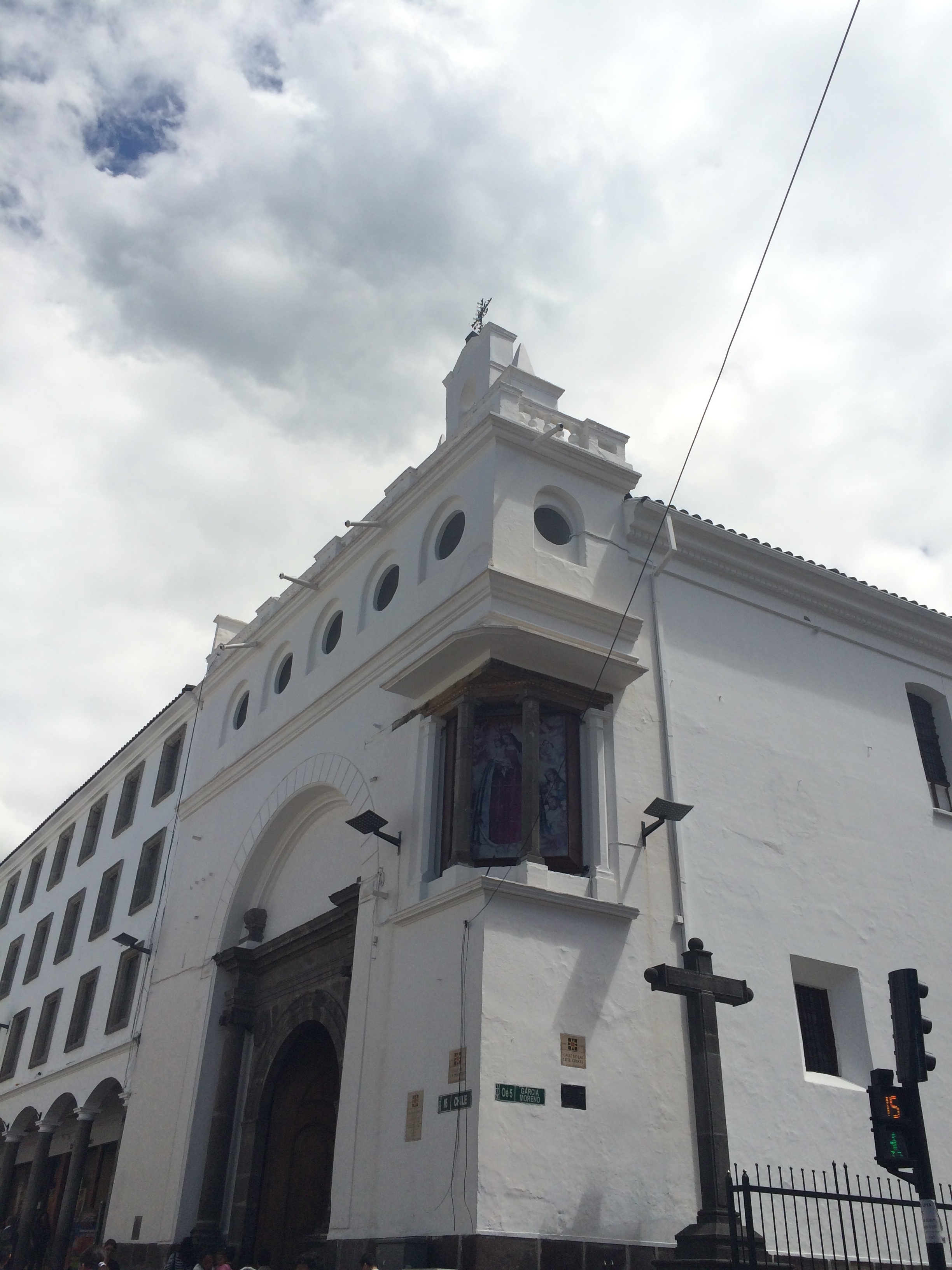
La Église de l'Immaculée Conception de Quito.

Selon les récits existants, à Quito, la religieuse Mère Mariana Francisca de Jesús Torres de l'Ordre de l'Immaculée Conception aurait été témoin de plusieurs apparitions mariales entre 1582 et 1634,.
Le message de la prophétie aurait promis une période de restauration après les catastrophes dans l’Église au XIXe et XXe siècle,.
Le 2 février 1634, l'apparition aurait prédit que l'infaillibilité papale « sera déclarée dogme de foi par le même pape élu pour proclamer le dogme du mystère de mon Immaculée Conception ».
En 1854, le pape Pie IX définit le dogme de l'Immaculée Conception et, en 1870, déclare le dogme de l'infaillibilité pontificale tel que défini par le premier concile du Vatican, accomplissant ainsi la prédiction de Notre-Dame.
Mère Mariana meurt le 16 janvier 1635, peu de temps après la dernière apparition mariale. Lorsque son tombeau est ouvert en 1906, son corps fut retrouvé incorrumpu. L'archidiocèse de Quito ouvre un processus de canonisation en 1986.

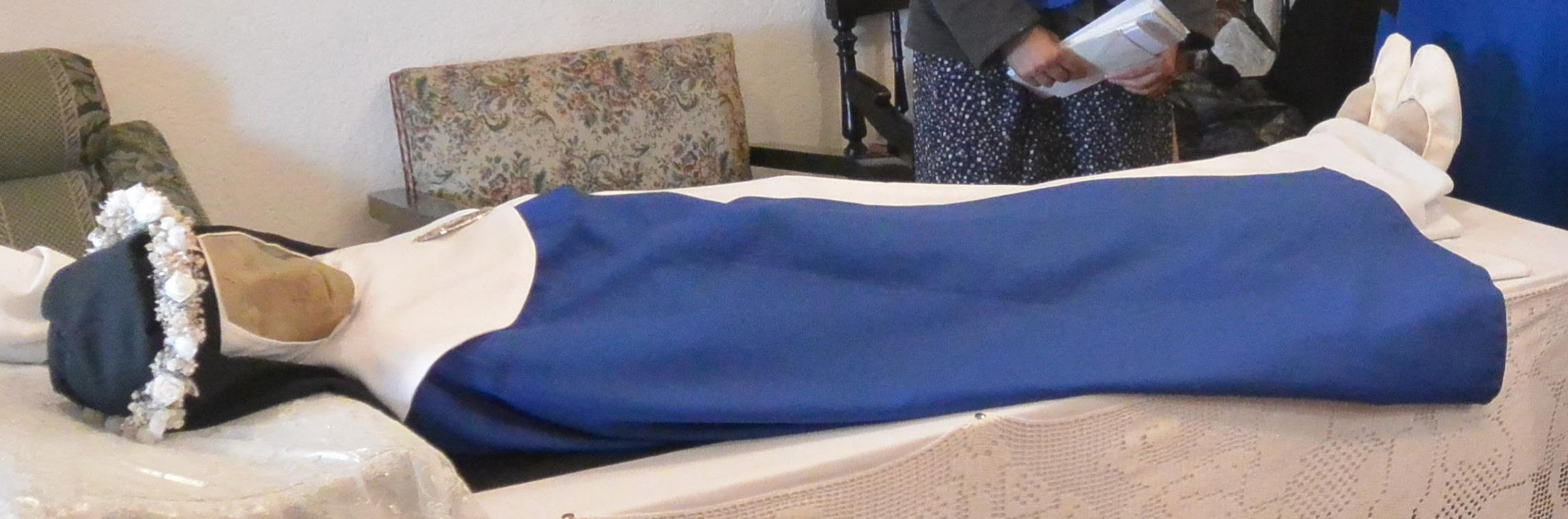
Corps incorrompu de Mère Mariana de Jesús Torres

La Sainte Vierge, lors de ses apparitions à Quito, aurait demandé à Mère Mariana de sculpter une image en son honneur, pour être vénérée à tout moment par ses fidèles dévots. L'œuvre est exécutée par le sculpteur Francisco del Castillo.
Cette image, contrairement à la Vierge du Bon Succès qui est vénérée en Espagne, porte dans sa main droite le bâton de l'abbesse et les clés du monastère, comme c'était sa volonté expresse. Les prophéties de Notre-Dame du Bon Succès sont compilées dans "Le Cahier", conservé au Monastère Royal de l'Immaculée Conception de Quito, et d'où l'on connaît les extraits contenus dans les livres biographiques sur Mère Mariana.
Sa fête est célébrée le 2 février, en raison de sa première apparition.

## Sainte patronne de Sagonte

### Histoire
Le couronnement papal de la statue est proclamé en 1953 et sa fête tombe le premier samedi de septembre. Bien que l'Ermitage del Buen Suceso ait été construite en 1780, la statue de la Virgen del Buen Suceso est vénérée dans cette église, dont la tradition croit qu'elle est arrivée par la mer. Selon cette légende, un bateau aurait quitté Sagonte pour secourir un mystérieux paquet flottant dans la mer. Personne ne pouvait s’approcher de lui. Plusieurs bateaux avaient tenté de l'atteindre, mais l'objet continuait de s'éloigner d'eux et de flotter. Finalement, un prêtre, qui était dans la dernière barque, réussit à atteindre le paquet et à l'attraper. Lorsqu'ils l'ont amené à bord du bateau, le prêtre et l'équipage auraient découvert qu'il s'agissait d'une image en marbre de la Vierge Marie qui n'avait pas coulé. Les communautés et les conseils descendirent en procession et emportèrent l'image jusqu'au village et, en son honneur, construisirent une chapelle.
En 1886, une restauration partielle de cet ermitage est réalisé. Il est depuis géré par l'Association Paroissiale du Bon Succès.